# Charles Greenlee
Charles „Majeed“ Greenlee (islamischer Name Harnifan Majid; * 24. Mai 1927 in Detroit, Michigan; † 23. Januar 1993 in Springfield, Massachusetts) war ein US-amerikanischer Jazzposaunist (auch Euphonium) und Komponist.

## Leben und Wirken
Charles Greenlee spielte als Kind in einem American Legion Drum and Bugle Ensemble und studierte Mellophon, Schlagzeug und Baritonhorn. Seine Karriere begann er in der lokalen Musikszene in Detroit, arbeitete in den 1940er Jahren mit verschiedenen Bandleadern, wie Floyd Ray, Lucky Millinder und Benny Carter, in der zweiten Hälfte des Jahrzehnts bei Dizzy Gillespie. In dieser Zeit leitete er eigene Gruppen, in denen u. a. Frank Foster, Billy Mitchell und Tommy Flanagan spielten. Er konvertierte zum Islam und nahm zeitweise den Namen Harneefan Majeed an, jedoch ohne den Namen bei Plattenveröffentlichungen zu verwenden. 
1948 arbeitete Greenlee bei Lucky Thompson, 1949 erneut in der Gillespie-Bigband und 1950 bei Gene Ammons. Von 1951 bis 1957 war Greenlee nicht in der Musikszene aktiv, spielte dann bei Yusef Lateef und 1959 bei Maynard Ferguson; Anfang der 1960er Jahre wurde er im Bereich des Free Jazz aktiv. In dieser Zeit wirkte er bei Aufnahmen von Charles Mingus (Pre-Bird, 1960), John Coltrane (Africa/Brass, 1961) und Rahsaan Roland Kirk (Reeds & Deeds, 1963) mit. Anfang der 1970er Jahre arbeitete er mit Archie Shepp, mit dem er 1975 auf dem Montreux Jazz Festival auftrat. 1974 wirkte er bei Sam Rivers’ Bigband-Album Crystals mit. 
Unter eigenem Namen veröffentlichte Greenlee auf dem japanischen Label Baystate 1977 das Album I Know About the Life, bei dem u. a. Buster Williams, Beaver Harris, Charlie Persip, Archie Shepp und Charles Sullivan mitwirkten. Er schrieb den Titel Miss Toni, eingespielt von Archie Shepp und Eric Dolphy (Outward Bound), außerdem die dreiteilige Suite Zaid. Er unterrichtete an der University of Massachusetts Amherst.

## Diskographische Hinweise
- Archie Shepp – There’s a Trumpet in My Soul (1975)
- Archie Shepp – Jazz A Confronto 27 (Horo Records, 1976)
- Archie Shepp – Attica Blues Big Band Live at the Palais Des Glaces (Blue Marge, 1993)

## Lexikalischer Eintrag
- Leonard Feather, Ira Gitler: The Biographical Encyclopedia of Jazz. Oxford University Press, New York 1999, ISBN 0-19-532000-X.